# Heilig-Kreuz-Kirche (Papferding)

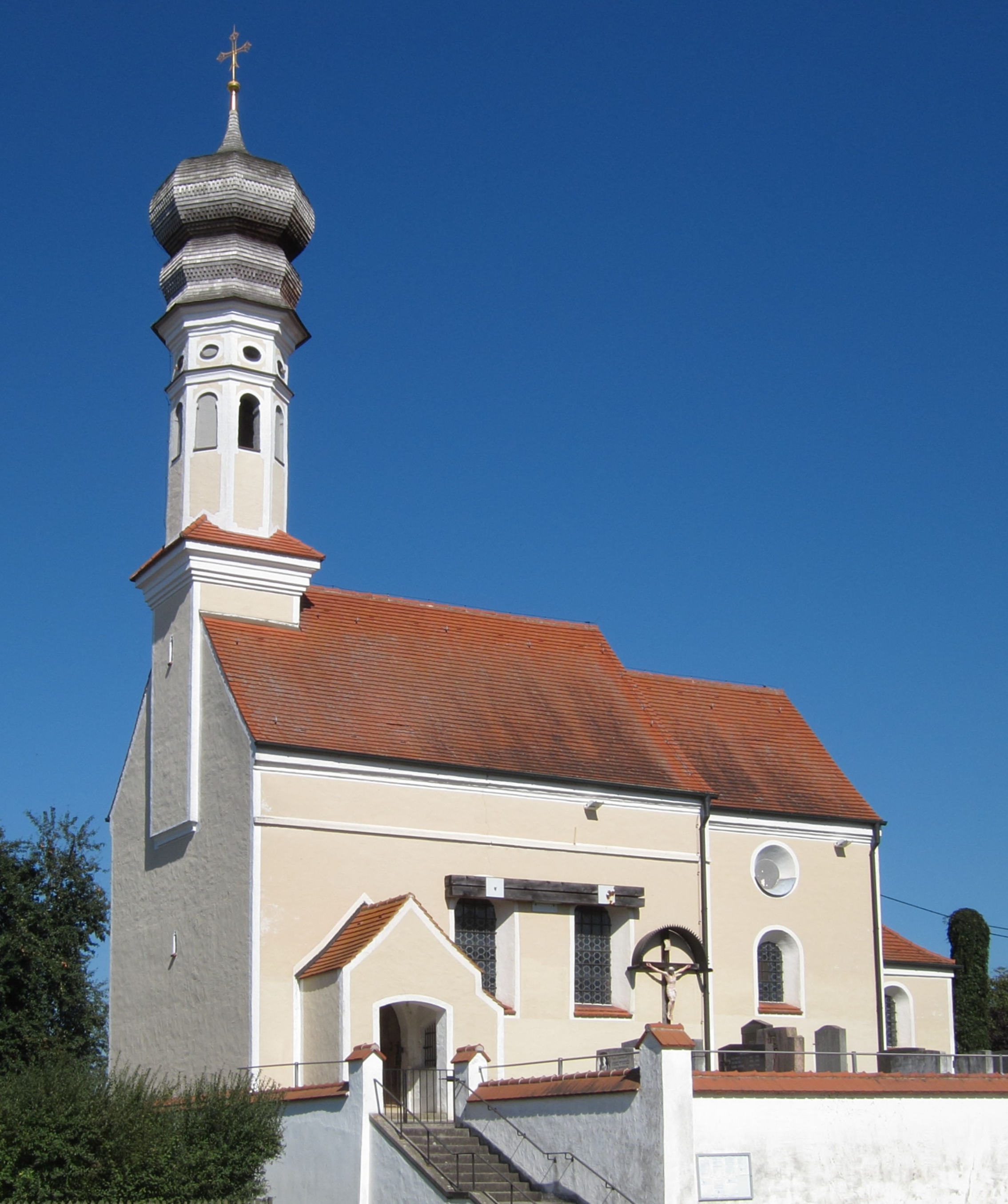
Heilige Kreuzauffindung in Papferding

Die römisch-katholische Kirche Kreuzauffindung steht in Papferding, einem Gemeindeteil von Bockhorn im oberbayerischen Landkreis Erding. Sie ist der Verehrung des Heiligen Kreuzes gewidmet, insbesondere der Auffindung des Kreuzes durch die heilige Helena. Die Kirche steht unter Denkmalschutz und wird in der Liste der Baudenkmäler in Bockhorn unter der Nr. D-1-77-113-21 geführt. Sie ist eine Filialkirche der Pfarrei St. Erhard Walpertskirchen im Dekanat Erding (Erzbistum München und Freising).

## Beschreibung
Die Kirche ist ein 1692 nach einem Entwurf von Hans Kogler erbauter barocker Saalbau; die Kirchweihe war 1698.
Erstmals ist eine Kirche in Papferding Anfang des 14. Jahrhunderts erwähnt, und in einem Visitationsprotokoll von 1560 ist ein Altar vermerkt, der damals wohl in einer schlichten gotischen Kirche gestanden haben mag. Im Juli 1682 wurde der Kirchturm abgerissen und die Baufälligkeit der Kirche allgemein beklagt, was zu dem Neubau führte. Am Chorbogen ist die Jahreszahl 1692 zu sehen, die als Jahr der Fertigstellung des Baus gilt. Die Kirchweihe ist für 1698 überliefert. Zu Beginn des 18. Jahrhunderts wurde der rechte Seitenaltar angeschafft.
Im Laufe der Jahrhunderte wurden etliche Renovierungen erforderlich. Unter anderem wurde 1836 und 1975 der Dachstuhl erneuert, und 2008 wurde außen eine Notsicherung an den Längsseiten nötig, nachdem das Mauerwerk deutliche Risse gezeigt hatte. Über den Fenstern wurden deshalb Halterungen angebracht, die mit zwei langen Eisenstangen quer durch das Kirchenschiff die Elemente zusammenhalten.
Die Kirche besteht aus dem Langhaus und dem eingezogenen Chor mit angebauter Sakristei im Osten. Aus dem Satteldach des Langhauses erhebt sich im Westen der mit einer Zwiebelhaube bedeckte Dachreiter, dessen achteckiges Obergeschoss den Glockenstuhl enthält. Von der Straße aus führen 16 Stufen zu einem kleinen Vorbau mit dem Eingang an der Südwand des Langhauses.
Das Geläut der Kirche besteht aus zwei Bronzeglocken. Die älteste, mit dem Ton f″, wurde 1522 von Hans Graf aus Landshut gegossen; sie hat einen Durchmesser von 55 cm. Eine neue Glocke mit dem Ton b″ goss Karl Czudnochowsky 1950 in Erding. Sie hat einen Durchmesser von 53 cm und wiegt 70 kg.
Der Innenraum ist mit einem Kreuzgratgewölbe überspannt. Auf dem Altarretabel des um 1650 gebauten Hochaltars ist eine spätgotische Kreuzigungsgruppe dargestellt.